# Pyhäjoki
Pyhäjoki – gmina w Finlandii, w regionie Ostrobotnia Północna, podregionie Raahe. Powierzchnia wynosi 1 365,31 km², z czego 816,72 km² stanowi morze, a 6,53 km² woda słodka. Populacja wynosi 3 391 osób (2011). Nazwa w języku fińskim oznacza "święta rzeka" (pyhä – święty, joki – rzeka).
Fennovoima, fińska firma zajmująca się energią jądrową, planuje budowę elektrowni jądrowej w Pyhäjoki lub w Simo w Laponii. Sześć fińskich firm wycofało się z inwestycji niemieckiej firmy E.ON w budowę elektrowni jądrowej z powodu braku akceptacji społecznej. Inicjatywa antyatomowa planowanej budowy elektrowni jądrowej w Pyhäjoki zwróciła się do E.ON o całkowite wycofanie się z projektu. Jednocześnie inicjatywa wskazała, że E.ON jest chętnie widziany w północnej Finlandii w przypadku zainteresowania inwestycjami w OZE.

## Sąsiadujące gminy
- Kalajoki
- Merijärvi
- Oulainen
- Raahe
- Vihanti

## Wsie
Etelänkylä, Kirkonkylä, Keskikylä, Limingoja, Parhalahti, Pirttikoski, Pohjankylä, Viirre, Yppäri